# Petit hôtel de Villars
Pour les articles homonymes, voir Villars.
Ne doit pas être confondu avec le grand hôtel de Villars (mairie du 7e arrondissement de Paris) ou l'hôtel de Villars à Aix-en-Provence.
Le petit hôtel de Villars est un hôtel particulier parisien situé au 118, rue de Grenelle, et dont l'aile principale remonte au XVIIIe siècle. Cet édifice est en outre voisin de la mairie du 7e arrondissement de Paris, dont il fut à l'origine conçu comme le prolongement.
Propriété privée de l'Association Sainte-Marie de Neuilly, qui gère plusieurs collèges et lycées à travers les sœurs de la communauté apostolique Saint-François-Xavier, l'édifice est loué à l'établissement scolaire privé Paul Claudel-d'Hulst, qui y a installé sa section collège. Il n'est donc pas ouvert au public, hormis occasions exceptionnelles.
Il fait l’objet d’un classement – pour la décoration du grand Salon et de la salle de Compagnie – et d'une inscription – pour l'hôtel (sauf les ailes sur la cour) et le sol du jardin – au titre des monuments historiques depuis le 30 septembre 1954 en France.

## Histoire
En comparaison à d'autres hôtels particuliers parisiens d'ampleur similaire, le petit hôtel de Villars et son histoire sont particulièrement bien documentés, dès le XVIIIe siècle, avec des mémoires d'architecture comme celui de Mouchet et Desbœuf, en 1771, jusqu'aux premières descriptions historiques de l'édifice au début du XXe siècle telles que l'appendice aux Mémoires du maréchal de Villars, écrit par Melchior de Vogüé (1904). À de telles sources sur l'hôtel, deux principales raisons : d'une part, la haute position sociale de son premier hôte, le maréchal de Villars, qui rayonne jusqu'à nos jours, et, d'autre part, son histoire en partie commune avec la mairie du 7e arrondissement, créant, comme tout établissement public d'envergure, un fort attrait pour les recherches historiques.

### Contexte de construction

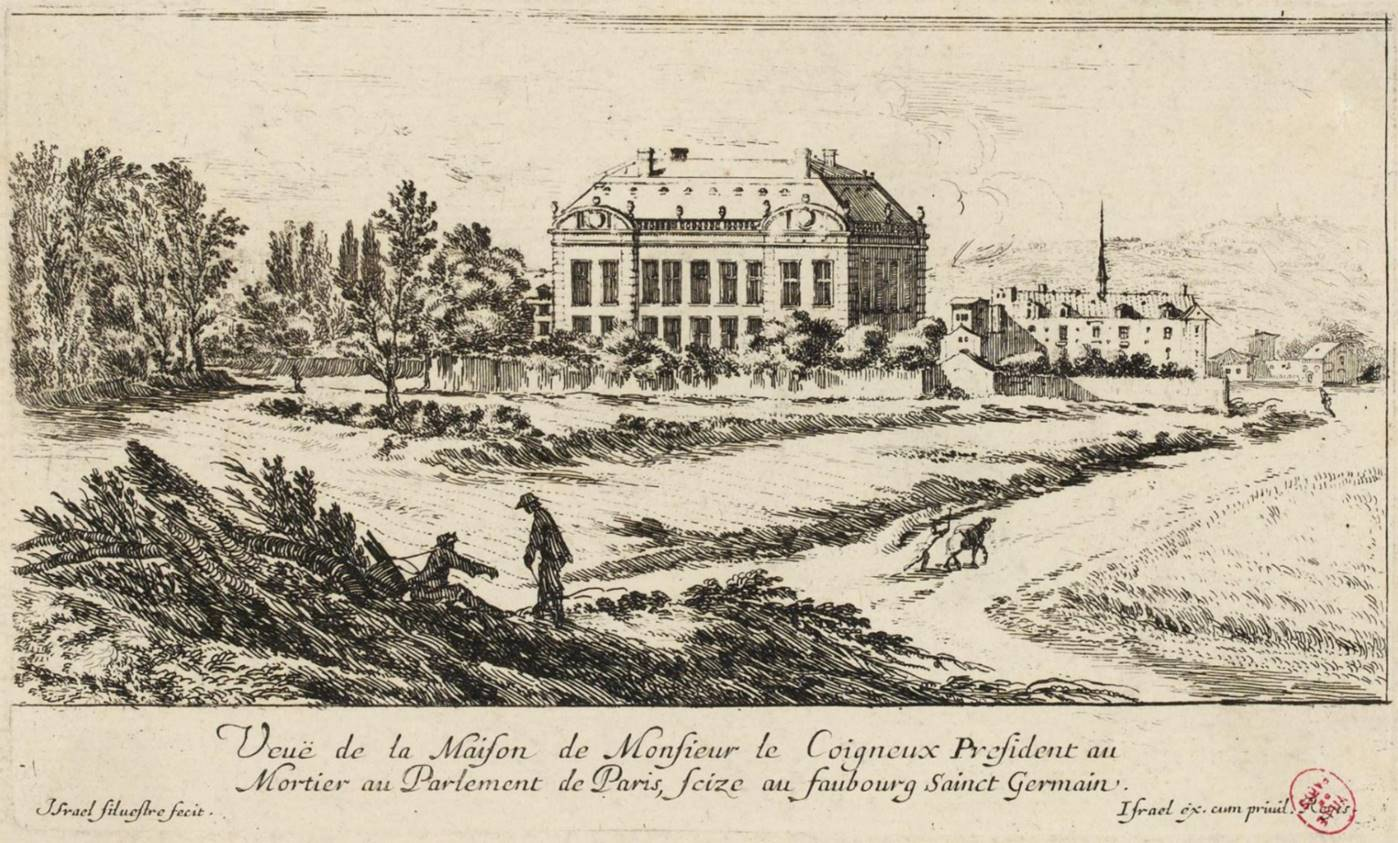
Maison du président le Coigneux en 1652, par Israël Silvestre.

Au milieu du XVIIe siècle, le faubourg Saint-Germain est en dehors de presque toute urbanisation au-delà de l'abbaye de Saint-Germain-des-Prés et accueille alors quasi-exclusivement des terres agricoles monastiques. Ces espaces, empreints d'une ruralité dont témoigne particulièrement la gravure de la demeure par Israël Silvestre, ne se voient absorbée par la ville que cinquante ans plus tard, lorsque les quartiers de construction aristocratiques se déplacent sur la Rive gauche. C'est ainsi en précurseur que Jacques Le Coigneux (1589-1651), président à mortier au Parlement de Paris, fait construire une première bâtisse, rue de Grenelle, entre 1645 et 1647. Son fils vend ensuite ce « gros pavillon carré assez élevé » à Philippe de Montaut, maréchal et duc de Navailles, qui n'y fait presque aucune modification. À la mort de celui-ci en 1684, sa fille Françoise et son gendre Charles III de Lorraine, duc d'Elbeuf héritent de la demeure, dont le maréchal de Villars se fait par la suite locataire. Les dettes de la duchesse conduisent cependant les créanciers à saisir le bien dès 1709 et à le mettre en vente. Villars se porte alors rapidement acquéreur et obtient l'hôtel le 26 février 1710 pour la somme de 150 000 livres.

### Le petit hôtel: extension du grand hôtel de Villars

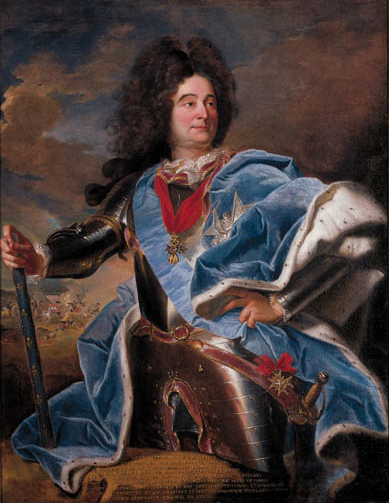
Claude Louis Hector de Villars, duc et maréchal de France.

Sitôt en possession de l'hôtel, le maréchal opère de grands réaménagements, tant à l'intérieur, qu'il fait redécorer au goût du jour, qu'à l'extérieur, où il fait notamment édifier un portail monumental par l'architecte Germain Boffrand. Malgré ces changements, l'hôtel est rapidement trop étroit pour Villars, duc et pair de France, qui fait donc appel, en 1717, à Robert de Cotte, Premier architecte du Roi – et non à Germain Boffrand, comme parfois supposé à tort –, pour étendre à l'ouest son hôtel et y installer ses appartements d'apparat. Le bâtiment, qui devient donc l'annexe du grand hôtel de Villars, est achevé vers 1722 et consiste alors uniquement en l'actuelle aile principale.
Après la mort du maréchal en 1734, la propriété passe entre les mains sa femme et de son fils Honoré-Armand, restant inchangée jusqu'au décès de cette dernière en 1763. Le duc de Villars décide alors de vendre le château de Vaux-le-Vicomte, qu'avait acheté son père, et d'en faire déplacer les biens à son hôtel particulier parisien. En 1770, lorsque Honoré-Armand de Villars vient à mourir à son tour, n'ayant d'autre postérité que sa fille unique retirée dans la vie religieuse, il lègue l'hôtel et son mobilier à ses cousins germains : le comte Pierre de Vogüé (1698-1773) et la comtesse Marie-Sophie-Éléonore de Vezins (1701-1786), qui le mettent alors en vente.
C'est Louis Hercule Timoléon de Cossé, duc de Brissac qui l'achète aux deux héritiers en 1772 pour 360 000 livres. Il y installe ses collections et le jardin, jusqu'ici à la française, à la mode de ceux de Versailles, est entièrement transformé dans un style anglais pour accueillir nombre d'essences exotiques qui lui valent rapidement l'admiration de la haute société parisienne. À la suite de l'assassinat du duc de Brissac en 1792, les deux hôtels sont saisis puis affectés, par le Directoire, au ministère de l'Intérieur. Ils abritent durant cette période plusieurs ministres et parmi eux Lucien Bonaparte, Jean-Antoine Chaptal ou encore Jean-Baptiste de Champagny. Rendus sous la Restauration à la duchesse de Mortemart, héritière du duc de Brissac, les bâtiments restent cependant loués aux services de l'Intérieur et deviennent, à la mort d'Adélaïde de Cossé-Brissac (1765-1820), propriété indivise de ses quatre enfants avant d'être finalement adjugés en 1829 à sa fille Antonie et son époux, le marquis de Forbin-Janson.
Les bâtiments sont, à partir de cette date, investis et habités par la famille de celui-ci : outre ses parents, son frère homonyme, le comte Charles de Forbin-Janson, primat de Lorraine, habite la partie est, le grand hôtel ; tandis que le marquis et sa femme résident dans le petit hôtel, en plus duquel ils exploitent un immeuble de rapport à trois étages donnant sur la rue de Grenelle (possiblement à l'actuel emplacement de l'aile Sud de l'hôtel). La propriété est amputée de plusieurs parcelles de terrain, sur lesquelles s'installent notamment les nos 112 et 114 de la rue de Grenelle et les jardins des hôtels de la rue Las-Cases.
L'hôtel change, durant cette période, plusieurs fois d'adresse : d'abord à celle du grand hôtel, au no 105, en tant qu'aile secondaire ; puis au no 124 après la réforme générale de la numérotation parisienne de 1805 ; enfin, au no 118, à la suite de la réunion des rues de Grenelle-Saint-Germain et de Grenelle-Gros-Caillou en une seule voie (1838), l'adresse n'ayant pas changé depuis.

### Indépendance et histoire propre

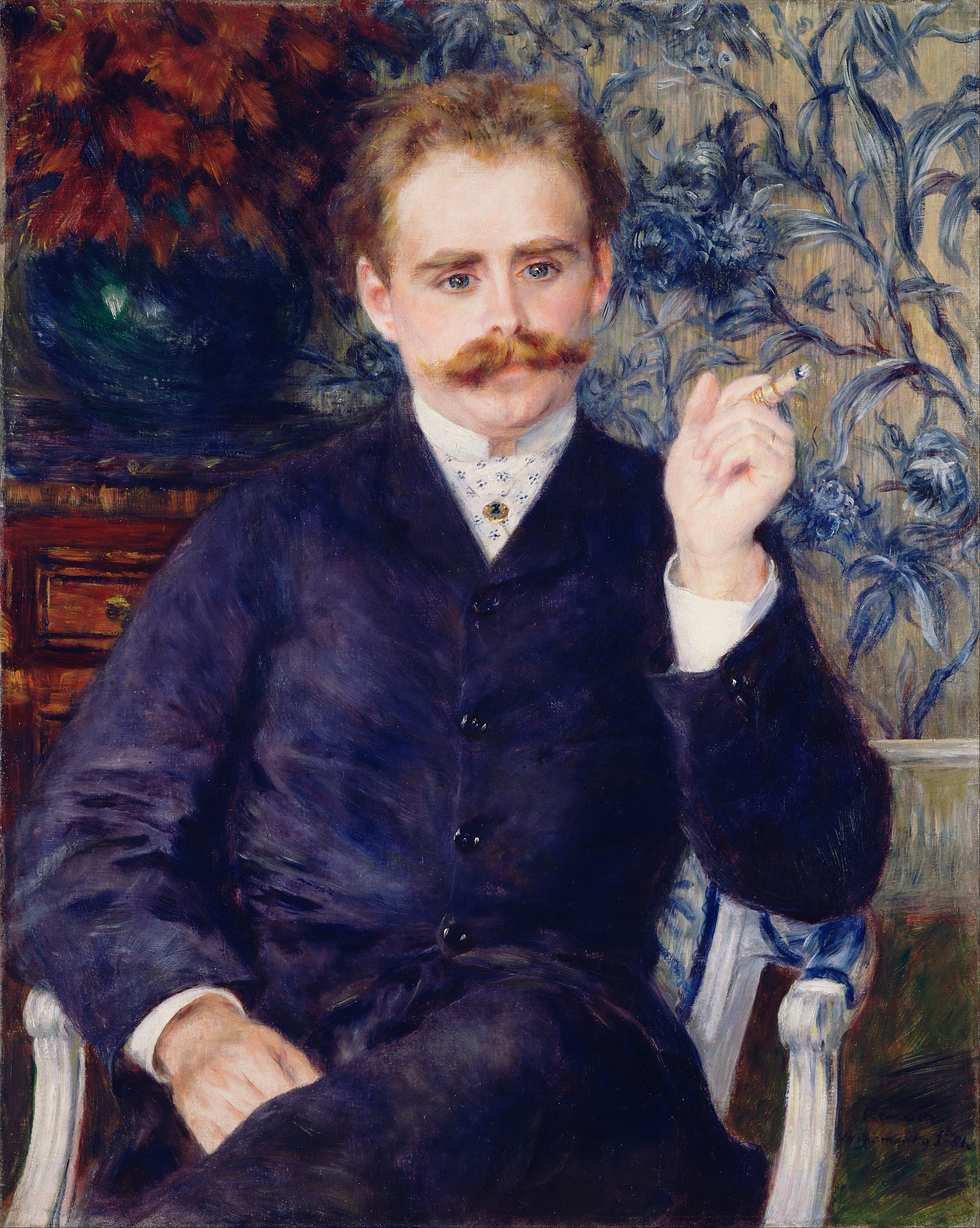
Albert Cahen, compositeur.

En 1849, les Forbin-Janson ne pouvant conserver la propriété à la suite de déboires financiers, les grand et petit hôtels de Villars sont placés séparément en vente judiciaire.
Le petit hôtel, restructuré puisque ne pouvant plus être considéré comme une dépendance, est cependant préservé des transformations radicales que subit le grand hôtel, entre-temps devenu la mairie du 7e arrondissement. Soucieuse de sauvegarder l'histoire du lieu, la marquise de Portes, nouvelle propriétaire, engage, entre 1849 et 1853, une restauration de l'édifice en parallèle d'un réaménagement de l'aile principale sous la direction de l'architecte Nicolas Bartaumieux. Le banquier juif Meyer Cahen d'Anvers acquiert le lieu en 1858 pour 304 000 francs auprès de la marquise Adolphine d'Hautefeuille (1824-1896), fille du marquis et de la marquise de Portes. L'hôtel, qui quitte pour la première fois la vieille aristocratie, propre au faubourg Saint-Germain, pour la haute bourgeoisie, devient un haut lieu de la vie mondaine du Tout-Paris, où se tiennent fréquemment, soirées, concerts et salons durant toute la seconde moitié du XIXe siècle. À ces occasions et dans le sillage du compositeur Albert Cahen et de sa femme Rosalie Louise Warschawsky, dite Lulia, l'hôtel, qu'ils habitent au tournant du siècle, a très probablement accueilli entre ses murs des personnes telles que l'abbé Mugnier, Fernand Widal, le comte Primoli, Paul Bourget, Jean Bourdeau, traducteur de Schopenhauer, et bien d'autres encore, jusqu'à Goncourt, Rostand et même Maupassant. Celui-ci est d'ailleurs un habitué de l'hôtel puisqu'il entretient alors une relation étroite avec la sœur de Lulia, Marie Kann, une de ses muses dont est certainement inspirée l'héroïne Michèle de Burne dans son dernier roman, Notre cœur. La structure du petit hôtel de Villars reste assez préservée, à quelques révisions près, exécutées de 1880 à 1890 par l'architecte Hippolyte Destailleur, qui avait déjà réalisé pour les Cahen d'Anvers l'hôtel du 2, rue de Bassano, d'inspiration Louis XV.
Après la mort d'Albert Cahen en 1903, l'hôtel revient à sa femme Lulia, qui invite plus tard le couple Kann à venir y vivre. L'hôtel reste dans la famille Cahen d'Anvers jusqu'à la mort d'Édouard, époux de Marie Kann, en juillet 1919. C'est entre cette date et le 9 mars 1922 que l'hôtel, quitté par Mme veuve Kann, est vraisemblablement vendu à l'ingénieur suédois Arvid Svensson Gumælius et à sa femme Agda, couple de philanthropes francophiles. À la suite d'un différend familial, ces derniers doivent cependant hypothéquer puis vendre leur bien, cédé au baron Georges Brincard en 1923 pour 2 350 000 francs.
La propriété est ensuite acquise dans les années qui suivent par le marquis de La Ferronnays, député conservateur de Loire-Inférieure. Le lieu est notamment loué, entre 1945 et 1952, aux Anciens de la 2e division blindée, recevant la visite fréquente du maréchal Leclerc de Hauteclocque. À la mort du marquis, en 1946, l'hôtel revient à sa femme, la marquise de La Ferronnays, née Monjaret de Kerjégu, jusqu'à sa mort en 1958. Le couple n'ayant pas eu d'enfants, la propriété passe au marquis Hubert de Ganay (1888-1974), dont la mère Berthe de Béhague, alors décédée depuis 1940, est la demi-sœur de la marquise.

### Vocation actuelle

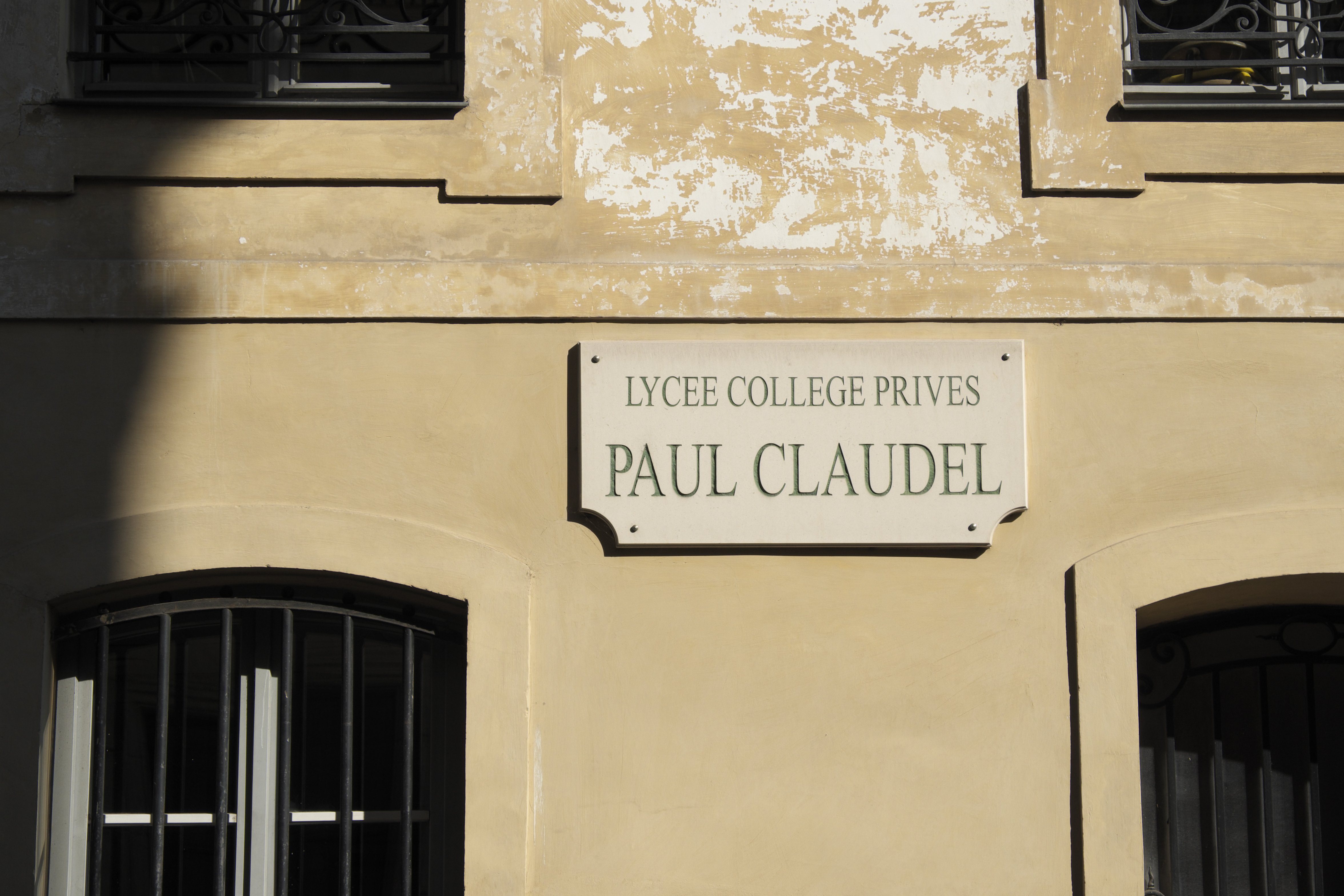
Plaque sur la rue indiquant : « ».

À partir de 1952, le lieu est occupé par les sœurs de la communauté apostolique Saint-François-Xavier où elles fondent le collège de jeunes filles Sainte-Marie des Invalides. L'enseignement qui y est prodigué attire les milieux bourgeois, notamment ceux du 7e arrondissement, et l'hôtel voit alors passer dans ses classes des élèves telles que la femme politique Anne-Marie Idrac, la productrice Fabienne Servan-Schreiber, la journaliste Colombe Pringle, et même l'actrice Anémone, dans un système scolaire qu'elle dit d'ailleurs « [avoir] haï ». En 1961, l'hôtel est finalement vendu à l'association Sainte-Marie des Invalides (aujourd'hui Sainte-Marie de Neuilly) qui en conserve toujours la propriété. La communauté se retire en 1980, et loue alors le lieu à un nouvel établissement afin que les élèves et les professeurs puissent y rester. Ce collège-lycée prend le nom de Paul Claudel à sa fusion avec le Cours Maupré, institution scolaire voisine tenue par des religieuses dominicaines, au 71, rue de Grenelle. Les bâtiments, convoités pour leur emplacement et leur cadre, attirent cependant des investisseurs privés. Ces tentatives de transactions immobilières provoquent une vive opposition, qui, soutenue par la municipalité, permet de prolonger le bail locatif. L'établissement fusionne lui-même en 2016 avec celui d'Hulst, situé au 21, rue de Varenne, et devient alors le collège-lycée privé catholique Paul-Claudel-d'Hulst dont l'hôtel de la rue de Grenelle, appelé petit Villars, accueille les élèves de collège.

## Architecture et décoration
Suivant le plan très classique des nombreux hôtels particuliers du faubourg Saint-Germain, l'ensemble est formé de deux entités distinctes séparées par une cour d'honneur pavée, ensemble auquel s'ajoute un jardin au nord. Ces divers espaces occupent, réunis, une parcelle quasi-rectangulaire d'environ 2 620 m2, organisée le long d'un axe nord-sud. Entre cour et jardin, la première partie, cœur de l'hôtel, est constituée d'une aile en fond de cour d'honneur encadrée de deux ailes latérales. Au-delà, le jardin, cour de terre et de gravier, s'étend sur une longue bande de terre jusqu'aux hôtels de la rue Las-Cases. Au sud, la deuxième partie de l'hôtel, une annexe de moindre ampleur, assure l'accès à la rue de Grenelle.
Malgré cette forme classique, le petit hôtel de Villars se démarque de ses voisins par son histoire particulière : passé du statut de simple aile secondaire à celui d'hôtel de plein droit, sa structure actuelle témoigne des profonds réaménagements que ses propriétaires ont dû lui donner. Sa faible taille a en effet forcé ces derniers à l'agrandir et à en organiser ingénieusement l'espace, permettant à cette ex-dépendance de compter parmi les riches demeures du centre de Paris et offrant ainsi un rare exemple de ce genre de pratique.

### Aile principale

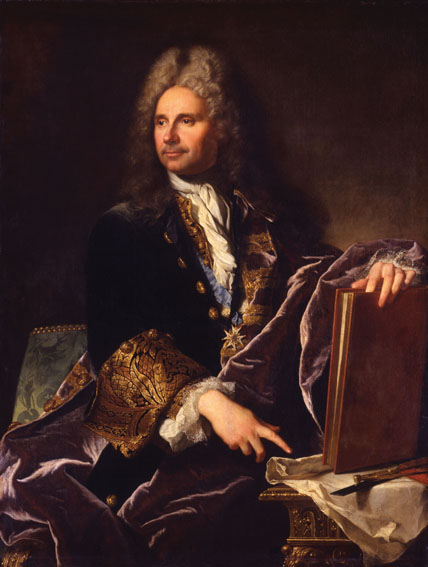
Robert de Cotte (1621-1691), Premier architecte du Roi.

Cette aile, située au fond de la cour d'honneur, est la partie la plus ancienne de l'hôtel : construite suivant les plans de Robert de Cotte, elle est ainsi dans le prolongement direct du grand hôtel de Villars. Cette place patrimoniale privilégiée lui a ainsi permis d'être inscrite au titre des monuments historiques.
En raison de son histoire, cette partie de l'édifice garde par ailleurs encore certaines traces de son passé commun avec l'actuelle mairie du 7e arrondissement comme les anciennes portes de liaison entre les deux bâtiments, aujourd'hui condamnées.

#### Intérieur
D'un point de vue structurel, elle est contiguë avec les bâtiments des nos 122 et 116, rue de Grenelle et s'étend sur cinq niveaux : un sous-sol, commun à tout l'édifice, un rez-de-chaussée surélevé, un premier et un deuxième étage, enfin des anciens combles, actuellement exploités et en partie habités.
Le rez-de-chaussée est constitué d'une succession de trois salles qui donnent sur le jardin, prolongeant à l'origine l'enfilade du grand hôtel. S'ajoutent en outre deux antichambres qui s'ouvrent, quant à elles, sur la cour d'honneur.
Le plan actuel de ce niveau n'est cependant pas tout à fait identique à celui conçu par Robert de Cotte : la séparation des petit et grand hôtels, confronta les propriétaires, dans ce qui n'était jusqu'ici qu'une dépendance, au problème de l'absence de salle de réception d'envergure. Ce rôle, jusqu'ici occupé par la Galerie du duc de Villars, à l'est du grand hôtel, fut attribué à l'ancien Cabinet doré, une pièce carrée de faible profondeur, donnant sur le jardin. Après l'agrandissement de Nicolas Bartaumieux lors du réaménagement de 1849-1853, la salle devint donc l'actuel grand Salon, expliquant la différence de profondeur des pièces de l'enfilade. Cette restructuration eut pour effet collatéral la condamnation d'une garde-robe dont il ne subsiste aujourd'hui qu'un couloir d'accès au grand Salon depuis l'aile Ouest. Son l'incommodité rappelle d'ailleurs au visiteur l'écart au dessin initial, un dessin qui ne se retrouve aujourd'hui plus que dans l'agencement des six salles du premier étage, similaire à celui du rez-de-chaussée d'origine.
Le deuxième étage est en revanche conçu sur un modèle tout à fait différent : les pièces, de faible ampleur et peu hautes sous plafond, sont organisées autour d'un couloir central à destination plus pratique qu'esthétique, témoignant ainsi de leur ancienne fonction de chambres de bonne, reléguées sous les combles.

#### Extérieur
L'aile possède deux façades de pierre de taille semblables, de style classique, l'une donnant sur la cour d'honneur, l'autre sur le jardin. Ces façades, respectivement percées de huit et douze grandes fenêtres, sont surmontées d'un fronton reposant sur des refends.
Cette apparence plutôt sobre est cependant agrémentée de quelques décorations supplémentaires : d'une part trois compositions florales et animalières sculptées décorent la terrasse surmontant les quelques marches de l'escalier menant au jardin. D'autre part, gravées en-dessous des frontons sur les deux façades de l'aile, deux expressions latines en lettres d'or forment la devise suivante :
« Mars restitutor vendex pacifer
et pacem et pacis peperit victoria fructus »
« Mars, restaurateur, vengeur et pacificateur
engendra, par la victoire, et la paix et les fruits de la paix. »
Ces inscriptions sont liées à la victoire militaire française de Denain, bataille gagnée par le maréchal de Villars en 1712 pendant la guerre de Succession d'Espagne. Celui-ci, y voyant l'accomplissement d'une mission de vengeance des défaites de la France, d'une part, et de pacification du royaume, d'autre part, voulut ainsi matérialiser cette double gloire.

### Ailes latérales
L'aile principale est flanquée de deux ailes latérales :
- L'aile Est, aménagée au XIXe siècle, fait office d'entrée principale depuis la cour d'honneur, par un perron et un vestibule dallé de marbre blanc à cabochons noirs. S'ouvrent alors à gauche les salons d'apparat du rez-de-chaussée et à droite un escalier d'honneur tournant, constitué de deux volées de marches montant au premier étage et bordées de rampes en fer forgé. L'aile Est jouxte les bâtiments de la mairie du 7e arrondissement.
- L'aile Ouest comporte cinq niveaux dont deux entresols. Elle fut bâtie au XIXe siècle pour assurer la symétrie de l'édifice, accueillant alors logements de domestiques et pièces de service.

### Aile Sud

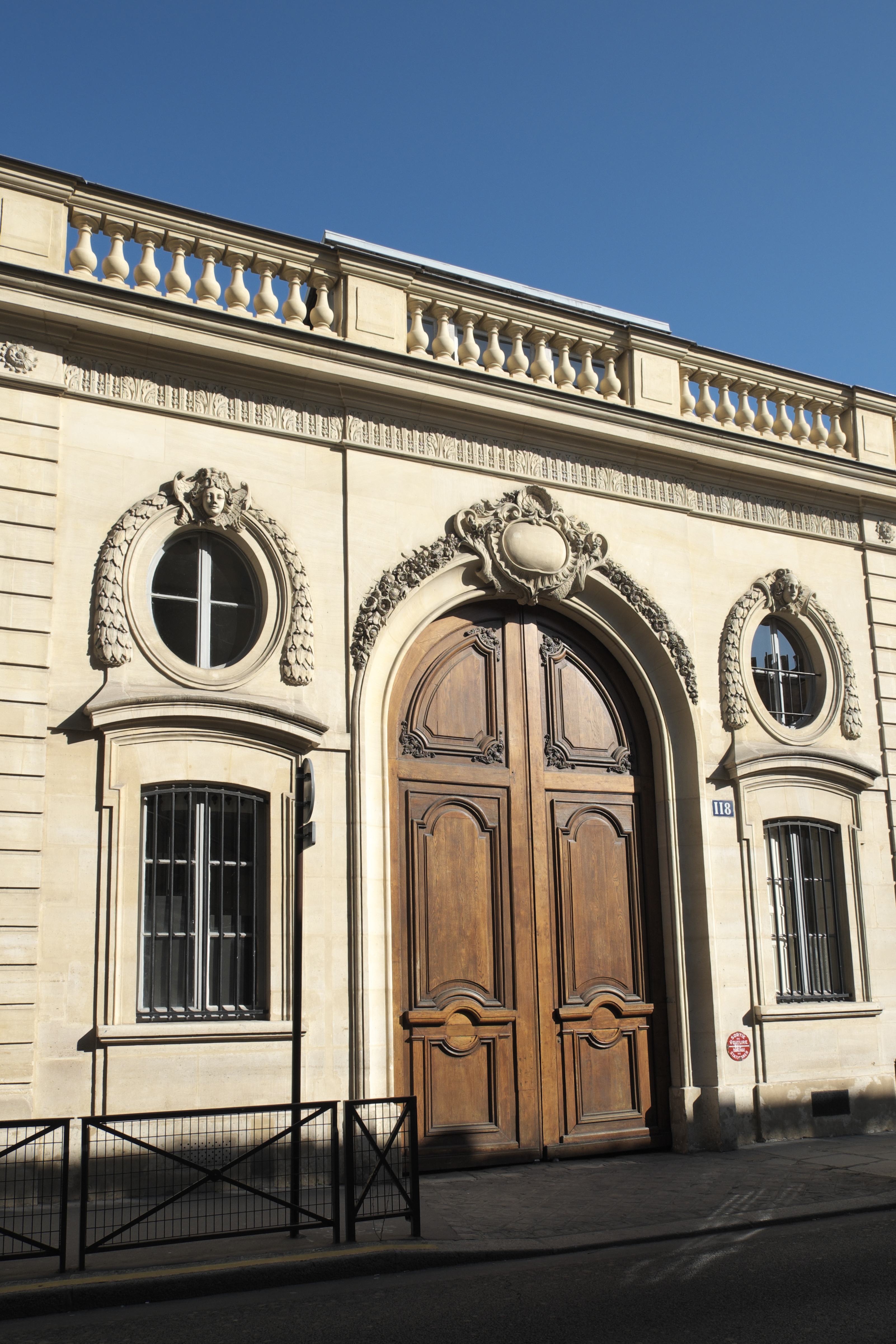
Portion de la façade de l'aile Sud donnant sur la rue de Grenelle.

Documentée par les vues du photographe Eugène Atget, l'aile Sud sépare la rue de Grenelle de la cour d'honneur. De chaque côté du porche s'étendent deux niveaux, auxquels s'ajoutent un troisième au dessus de la voûte et un sous-sol qui communique avec celui de la partie principale. Datant de la marquise de Portes, l'aile est dotée de façades moulurées de style Second Empire, sommées de balustrades de pierre : elles sont agrémentées de guirlandes et ornées au nord d'un mascaron à tête d'Hercule surmontant le porche, reconnaissable à sa léonté ; au sud d'un cartouche vierge et de mascarons à visage de nymphes couronnant respectivement l'encadrement de la porte cochère et des œils-de-bœuf. Cette aile est contemporaine des deux fontaines à tête de lion flanquant la cour d'honneur, sommées à l'est d'une ménade, à l'ouest d'un satyre. Ces travaux s'inscrivent, de même que l'agrandissement du Cabinet doré en grand Salon, dans une optique d'autonomisation de l'hôtel : l'immeuble de rapport qui prenait certainement place à cet endroit fut en effet rasé pour permettre à l'édifice de se doter de l'imposante porte distinguant les hôtels du faubourg Saint-Germain.

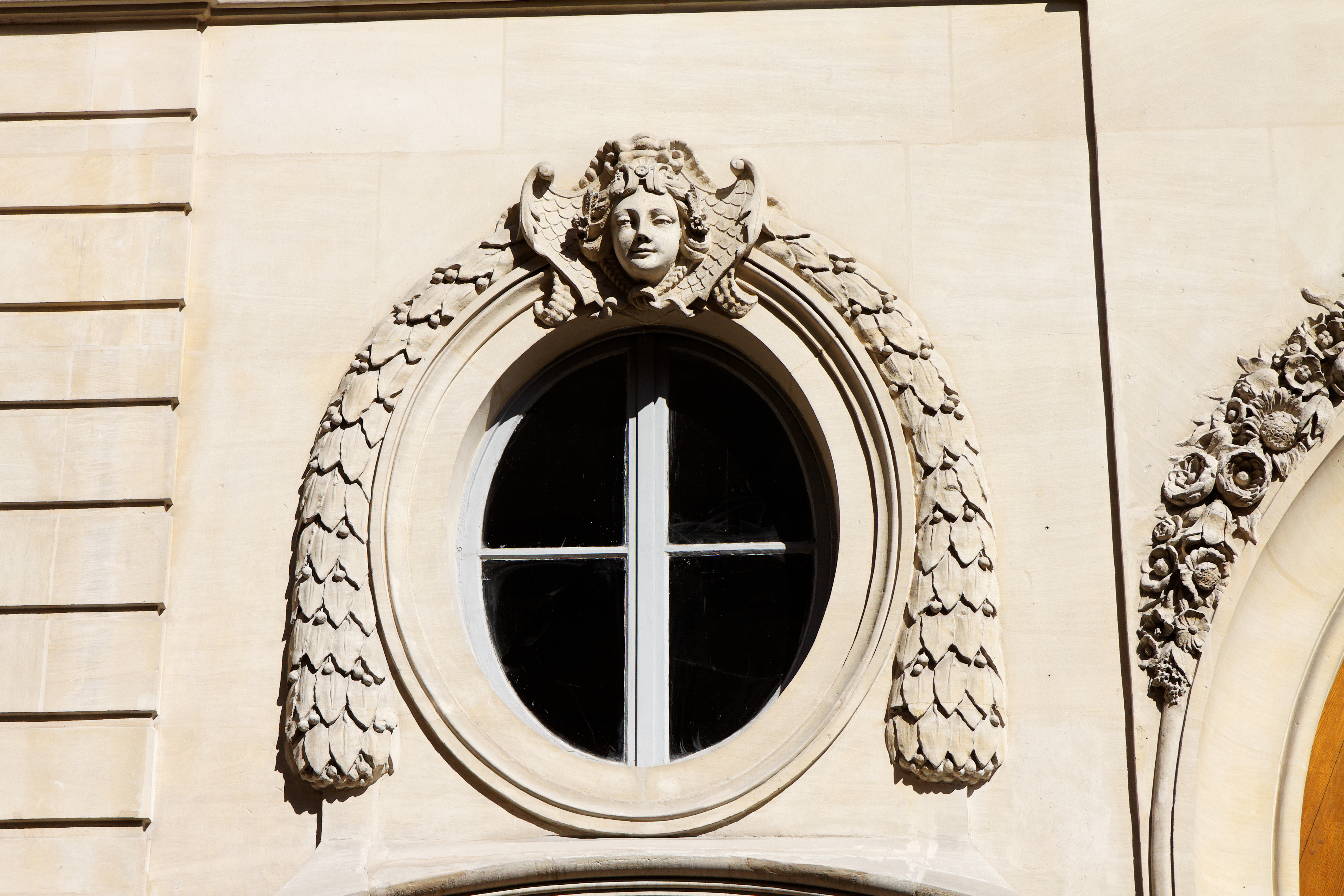
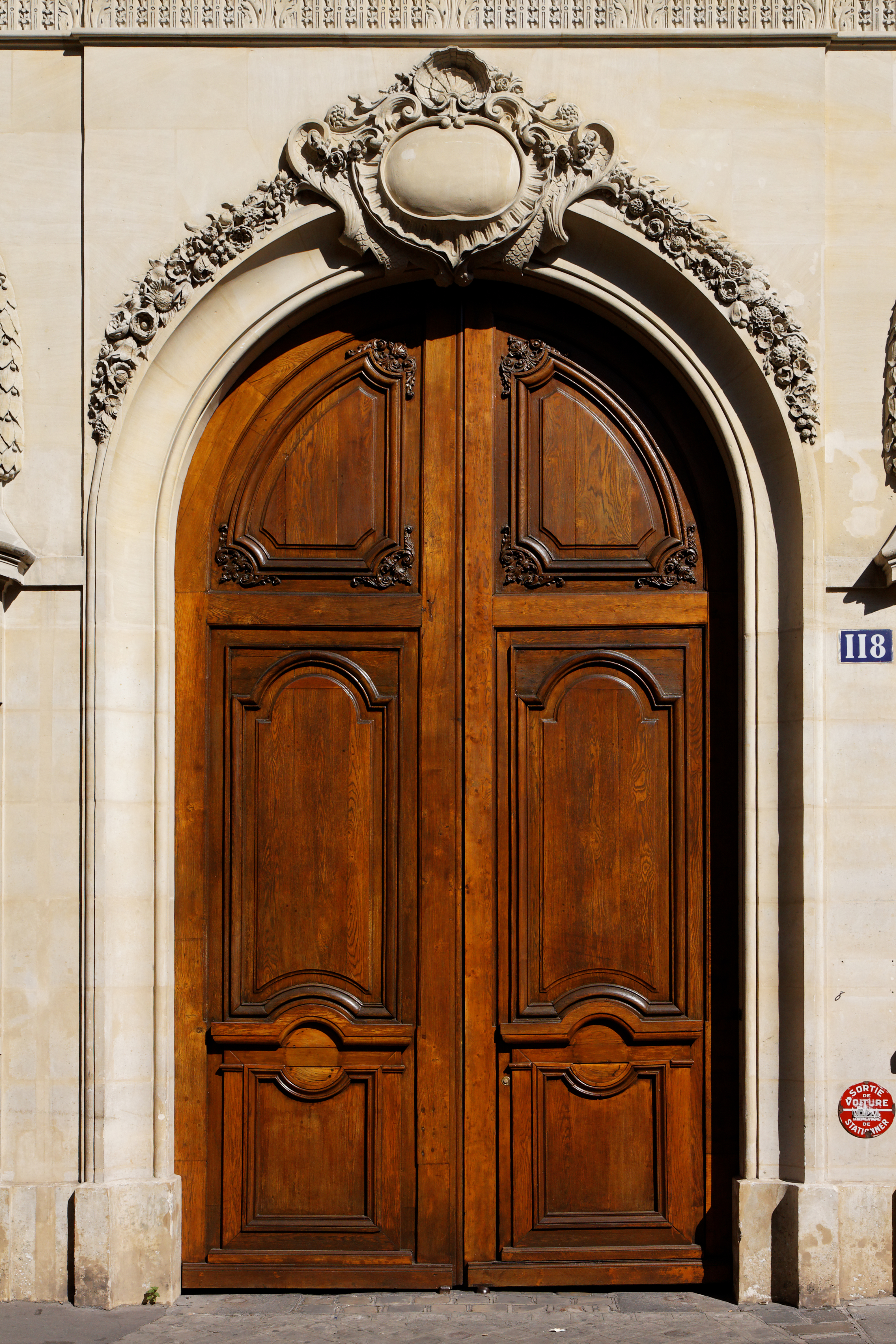
Porte du petit hôtel de Villars.
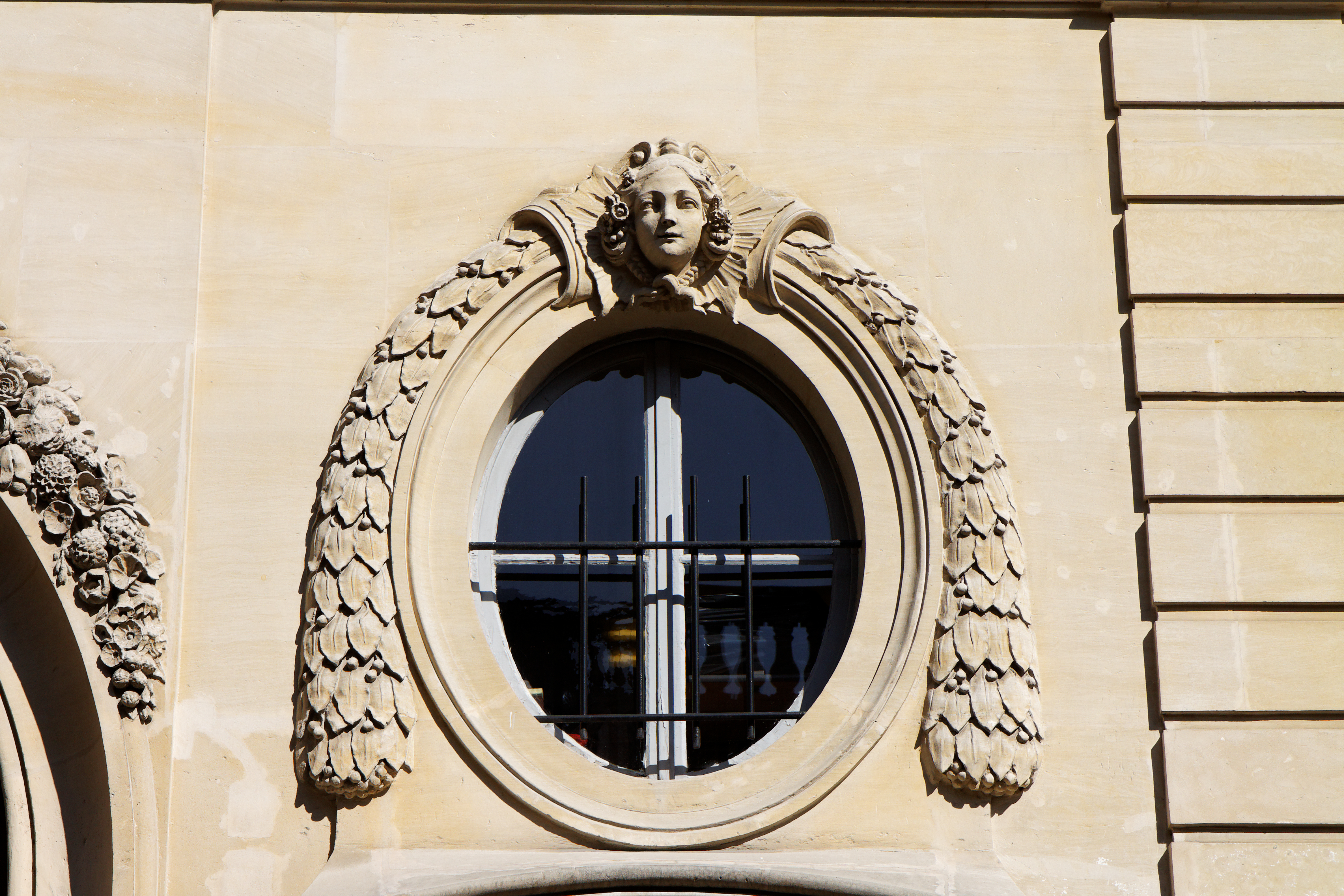

### Sources et bibliographie
- « Histoire de la Mairie » (Mairie du 7e arrondissement de Paris), sur mairie07.paris.fr (consulté le 16 mai 2020)
- « La mairie du VIIe arrondissement. Le grand hôtel de Villars », sur paris-promeneurs.com (consulté le 16 mai 2020)
- Atelier de Ricou, Petit hôtel de Villars, Étude préalable au projet de restauration des décors de la Galerie, (Informations tirées d'une note de synthèse de Jean Potel et issue de ses recherches pour le master d'histoire de l'architecture conduit sur les grand et petit hôtel de Villars sous la direction d'Alexandre Gady – Sorbonne-Universités)
- Mémoires du maréchal de Villars, publiés, d'après le manuscrit original, pour la Société de l'histoire de France, et accompagnés de correspondances inédites par M. le Mis de Vogüé, Tome VI, Additions au tome VI – L'Hôtel de Villars, 1904, p. 280-286, (en ligne sur Gallica)
- Bulletin de la Société d'histoire et d'archéologie des VIIe et XVe arrondissements de Paris, « Mairie du Palais-Bourbon », Jules-Félix Vacquier, 1906 (en ligne sur Gallica : partie I p. 7-12 ; partie II p. 3-12)